# Ямагути, Нобору
Нобору Ямагути (ヤマグチ ノボル)-японский писатель, наиболее известным в жанре ранобэ (лайт-новел). Он родился 11 февраля 1972 года. Умер 4 апреля 2013 года в возрасте 41 года. 
Ямагути начал свою писательскую карьеру в конце 1990-х годов и вскоре получил широкое признание среди японских фанатов ранобэ. Он оказал значительное влияние на развитие жанра и стал автором нескольких успешных серий. Одной из самых известных серий, созданных Ямагути, является "Zero no Tsukaima" (с английским названием "The Familiar of Zero"). Эта история рассказывает о приключениях магической ученицы Луизы и ее нежелательного помощника, который обладает тайной силой. Серия получила адаптацию в аниме, манге и видеоиграх. Еще одной известной серией, созданной Ямагути, является "Strike Witches". Эта история разворачивается в мире, где девушки с магическими способностями сражаются с инопланетными захватчиками. "Strike Witches" также была адаптирована в аниме и мангу. В то время как Ямагути в основном известен своими работами в жанре ранобэ, он также написал сценарии для нескольких видеоигр.